# Musica classica (film)
Musica classica (The music blasters, noto anche come You're darn tootin' ) è una comica muta diretta da Edgar Kennedy e interpretata da Laurel & Hardy uscita nel 1928.

## Trama
A causa del loro licenziamento come suonatori di concerto, Stanlio e Ollio vengono cacciati dalla padrona di casa dove vivono. Così cercano di guadagnare un po' di soldi chiedendo la carità suonando i loro strumenti che usavano da suonatori: Stanlio un clarinetto e Ollio un corno francese. 
Dopo tanti guai, dato che non sono riusciti a guadagnare un soldo, iniziano a litigare, distruggendosi a vicenda gli strumenti, picchiandosi e strappandosi i pantaloni. Il loro litigio si trasforma in rissa che coinvolge una moltitudine di persone. Quando Stanlio strappa per sbaglio i pantaloni a un poliziotto, con Ollio scappa e i due rubano i pantaloni ad un uomo corpulento e li indossano insieme.